# Stanford Law School

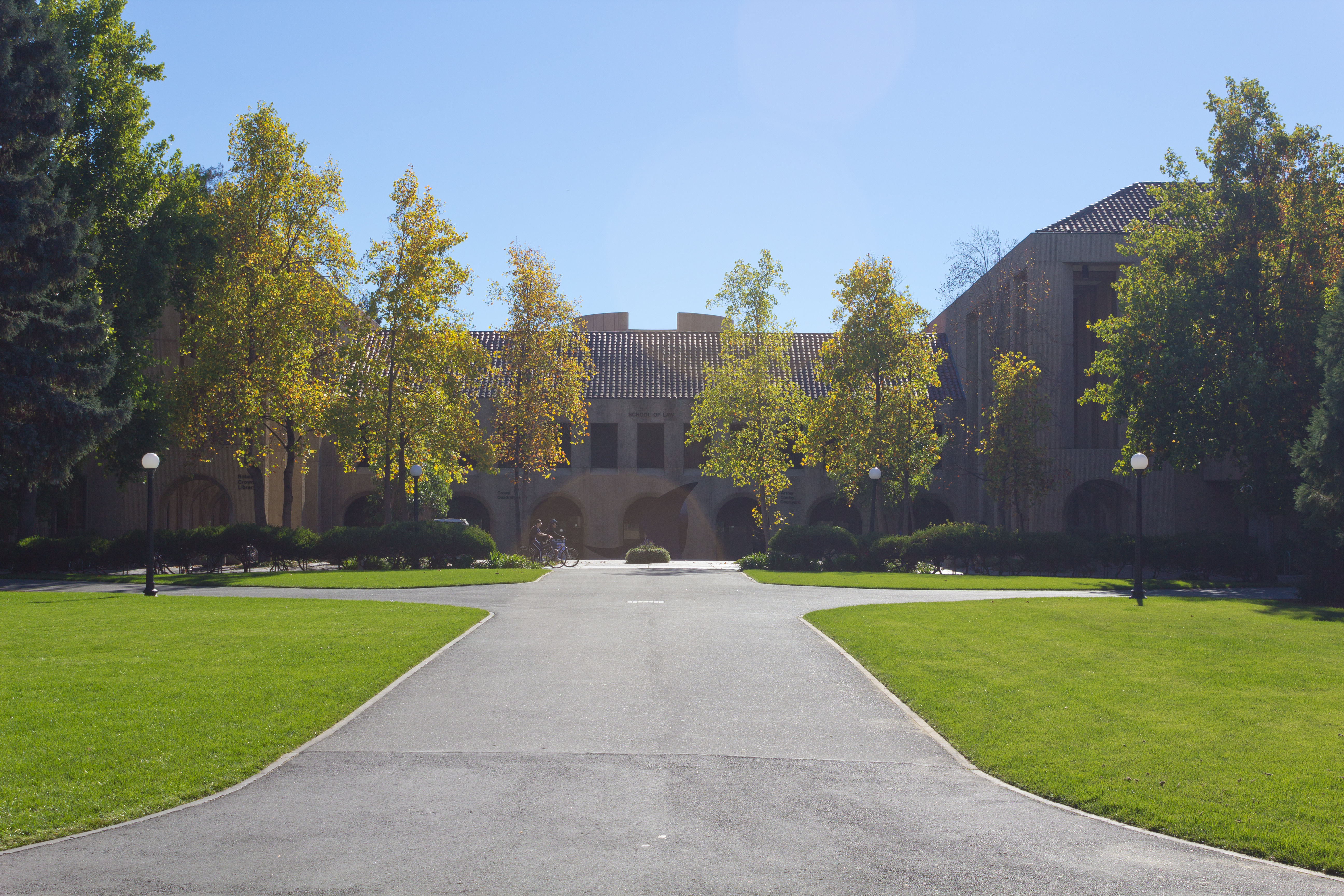
De Stanford Law School

Stanford Law School (SLS) is een onderdeel van Stanford University in Palo Alto (Californië) waar sinds 1893 de rechtswetenschap wordt onderwezen. De Law School (rechtenfaculteit) van Stanford geldt  volgens U.S. News & World Report als de op een na meest prestigieuze van de Verenigde Staten, na de Yale Law School.

## Programma's
Er zijn verschillende niveaus:
- J.D. → Juris Doctor: deze graad is van belang als men advocaat of jurist wil worden
- M.S.L.→ Master of Studies in Law: een eenjarig studieprogramma voor studenten rechten die geen advocaat willen worden, maar een basis rechtswetenschap willen verwerven.
- LL.M. → Master of Laws: een eenjarig studieprogramma bestemd voor gespecialiseerde juristen
- J.S.M.: Master of the Science of Law
- J.S.D. → Doctor of Juridical Science: deze hoogste graad is bedoeld voor wie een hoogleraarschap in de rechten nastreeft.

Per jaar worden er 180 personen toegelaten tot het J.D. Daarmee is dit een van de meest selecte groepen van alle Amerikaanse rechtenopleidingen.

## Alumni
Tot de almuni behoren onder meer:
- John Atta Mills
- Jeff Bingaman
- Warren Christopher
- Robert Cochran
- Don Edwards
- John Ehrlichman
- Ronald Noble
- Sandra Day O'Connor
- William Rehnquist
- Anthony Romero
- Peter Thiel
- Michael G. Wilson

Brown · Columbia · Cornell · Dartmouth · Harvard · Pennsylvania · Princeton · Yale